# Вашингтон (Канзас)
Вашингтон (англ. Washington) — місто (англ. city) в США, в окрузі Вашингтон штату Канзас. Населення — 1071 особа (2020).

## Географія
Вашингтон розташований за координатами 39°49′1″ пн. ш. 97°3′0″ зх. д. / 39.81694° пн. ш. 97.05000° зх. д. (39.816903, -97.050114).  За даними Бюро перепису населення США в 2010 році місто мало площу 2,34 км², з яких 2,24 км² — суходіл та 0,10 км² — водойми.

## Демографія
Згідно з переписом 2010 року, у місті мешкала 1131 особа в 512 домогосподарствах у складі 311 родини. Густота населення становила 483 особи/км².  Було 582 помешкання (249/км²).
Расовий склад населення:
| - 97,8 % — білих - 0,3 % — чорних або афроамериканців - 0,2 % — азіатів - 0,1 % — корінних американців |

До двох чи більше рас належало 1,2 %. Частка іспаномовних становила 2,3 % від усіх жителів.
За віковим діапазоном населення розподілялося таким чином: 21,8 % — особи молодші 18 років, 52,3 % — особи у віці 18—64 років, 25,9 % — особи у віці 65 років та старші. Медіана віку мешканця становила 46,8 року. На 100 осіб жіночої статі у місті припадало 89,1 чоловіків;  на 100 жінок у віці від 18 років та старших — 82,5 чоловіків також старших 18 років.
Середній дохід на одне домашнє господарство  становив 46 987 доларів США (медіана — 42 500), а середній дохід на одну сім'ю — 56 839 доларів (медіана — 52 159). Медіана доходів становила 34 405 доларів для чоловіків та 25 588 доларів для жінок. За межею бідності перебувало 13,0 % осіб, у тому числі 22,1 % дітей у віці до 18 років та 7,7 % осіб у віці 65 років та старших.
Цивільне працевлаштоване населення становило 590 осіб. Основні галузі зайнятості: освіта, охорона здоров'я та соціальна допомога — 25,8 %, виробництво — 15,3 %, роздрібна торгівля — 12,9 %.